# Bernd Dürnberger
Bernhard Bernd Dürnberger (Kirchanschöring, 17 de setembro de 1953) é um ex-futebolista alemão. Atuava como Meia, ele jogou por treze temporadas com o Bayern de Munique, de 1972 a 1985. Ele jogou em um total de 501 jogos pelo Campeonato Alemão e marcou 49 gols.
Dürnberger conquistou onze troféus com o Bayern de Munique a partir de 1970 a 1980. Assim, juntamente com Heinz Stuy, o goleiro da era de ouro do AFC Ajax, ele detém o recorde de ser o jogador a ter vencido os mais importantes títulos à nível clube sem nunca ter jogado pela sua respectiva seleção.

## Títulos
- Bundesliga: 1972-73 , 1973-74 , 1979-80 , 1980-81 , 1984-85
- DFB Pokal: 1981-1982 , 1983-1984
- Liga dos Campeões da UEFA: 1973-74 , 1974-75 , 1975-76
- Taça Intercontinental: 1976